# 全祖望墓
29°51′41.8″N 121°31′30.4″E / 29.861611°N 121.525111°E
全祖望墓是清代浙东史学代表人物全祖望的墓地，位于中国浙江省宁波市海曙区南郊王家桥，营建于清乾隆二十年（1755年），附近有全祖望六世祖全少微墓。墓葬原为祖关山墓葬群的一部分，2006年与白云庄、黄宗羲墓、万斯同墓一起被列入第六批全国重点文物保护单位。

## 墓主生平
全祖望，字绍衣，号谢山，后世称谢山先生，浙江鄞县人，出生于今宁波市海曙区洞桥镇沙港村。乾隆元年（1736年）中进士，次年因不附权贵辞官归家，潜心学术，曾在绍兴蕺山书院、广东高要端溪书院等地主讲。全祖望推崇黄宗羲，续修其《南雷黄氏·宋元儒学案》并增修32个学案，同时七次校订《水经注》，著有《汉书地理志稽疑》等大量史学书籍，编辑有《天一阁碑目》等金石著作，同时著有《鲒琦亭集》38卷及《外编》50卷。晚年生活困难，乾隆二十年（1755年）因丧子之痛去世，藏书大部售予卢址抱经楼，丧葬费用方才解决。同时期的文人阮元称全祖望为经学、史才、词科俱佳的学者，现代学者胡适则称全祖望为“绝顶聪明之人”。

## 墓葬形制
全祖望墓位于宁波市海曙区南郊王家桥，北为南都宾馆，西靠祖关山河，东为苗圃。墓葬坐东朝西，略偏东北-西南方向。墓圹为长方形，长7.3米，宽4.2米，墓碑碑文为“谢山全太史墓”。祭台两侧有望柱，上刻石狮镇墓兽。左右有1999年10月新立的《清文儒林全祖望先生传》和《光绪鄞县志全祖望先生》碑两通。墓旁“鲒埼亭”为全氏后人于2008年新立。
全祖望墓东北为全祖望六世祖全少微墓，规制与全祖望墓类似，墓前有明代神道坊一座。

## 保护
全祖望墓于1961年被列入宁波市文物保护单位，1997年被列入浙江省文物保护单位，2006年与白云庄、黄宗羲墓、万斯同墓一起被列入第六批全国重点文物保护单位。保护范围东、南为外围墙线，北至宁波市委党校南墙，西至祖关山河东岸。
宁波市文物保护管理所曾于1993年和1994年对全祖望墓进行维修。21世纪初，墓地周边曾一度垃圾遍地。2008年，海曙区政府修建了通往墓前的道路并进行了绿化整治。全祖望诞辰303周年之际，各界在此举行了公祭仪式。

## 图片

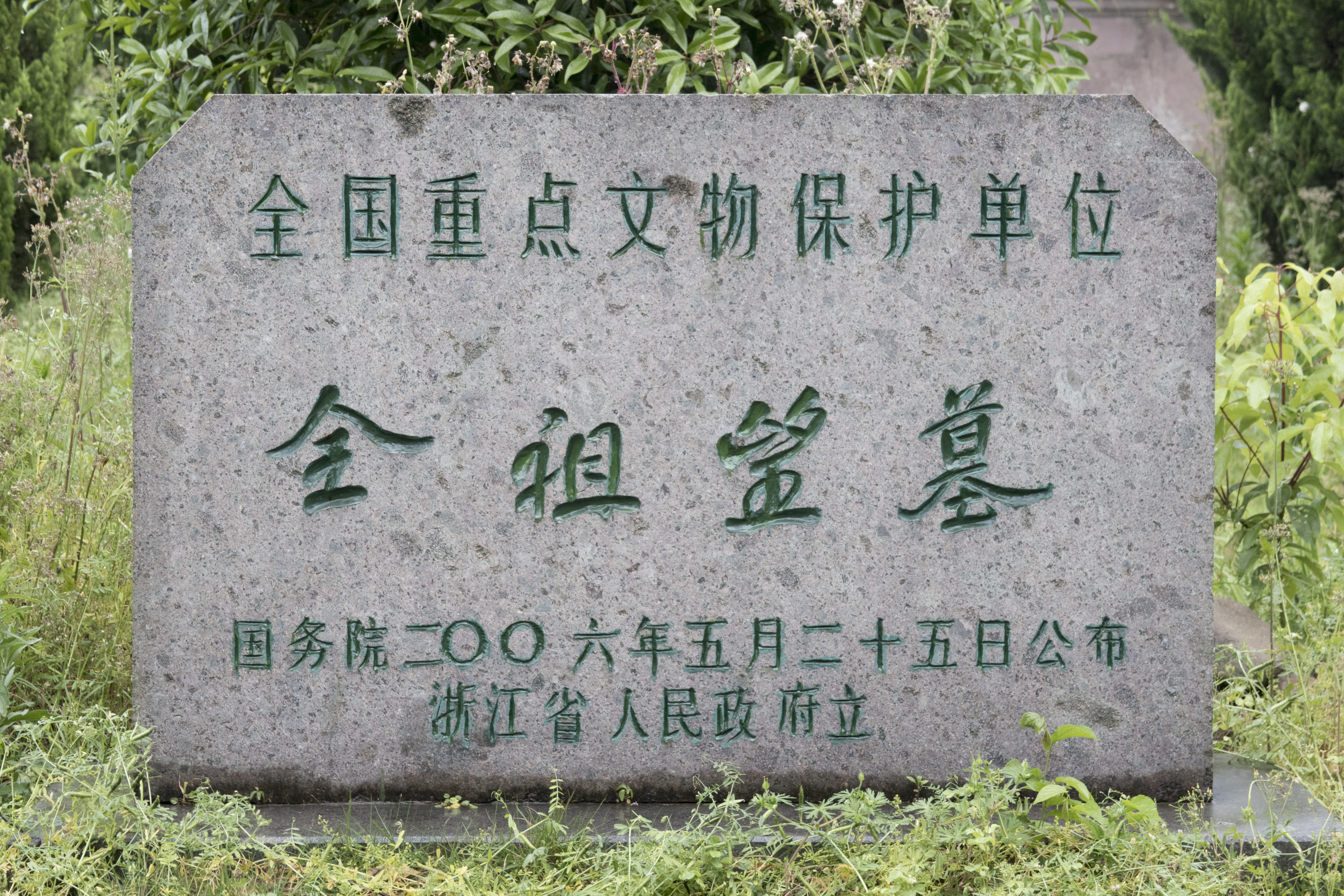
文物保护碑
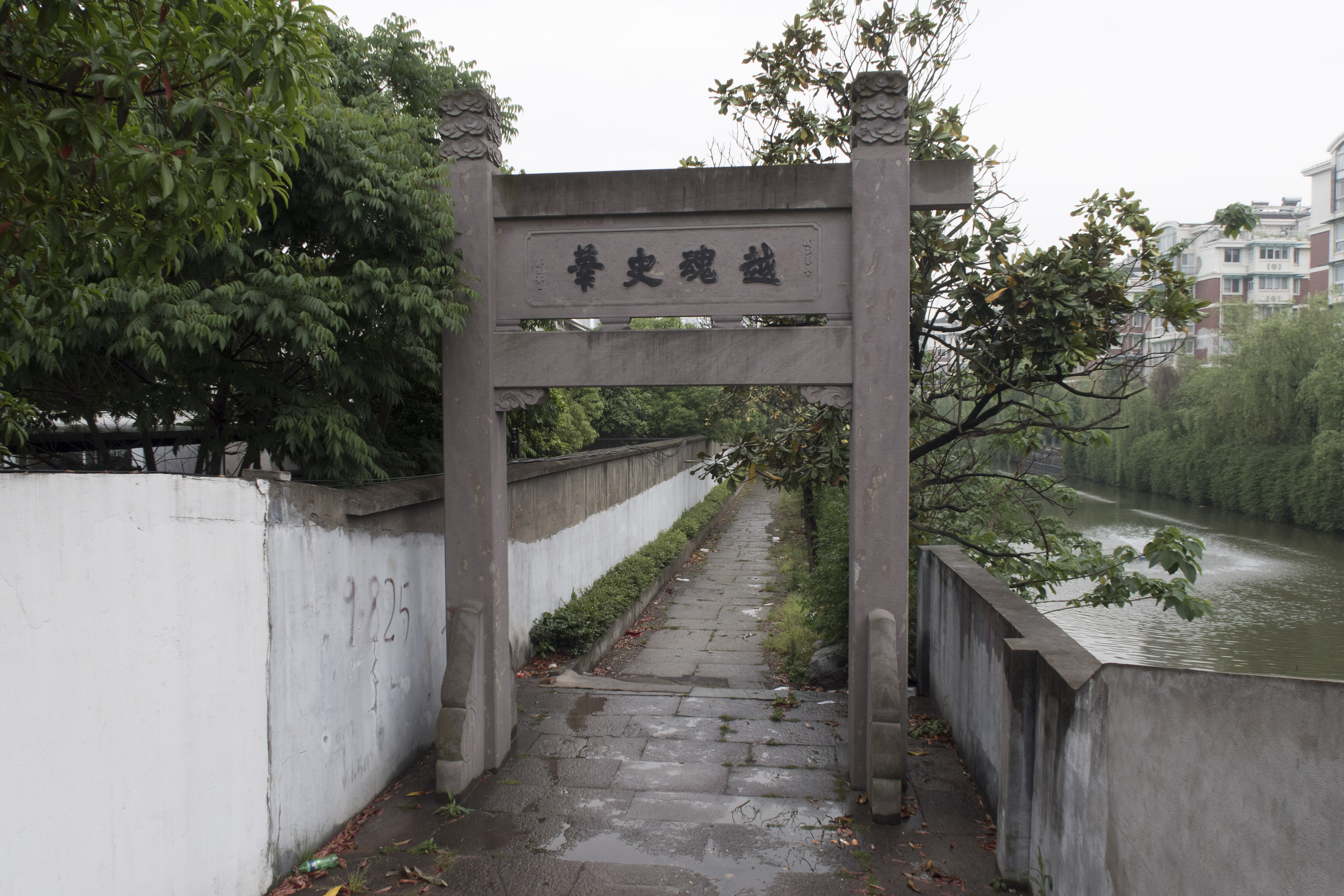
新修的墓道坊
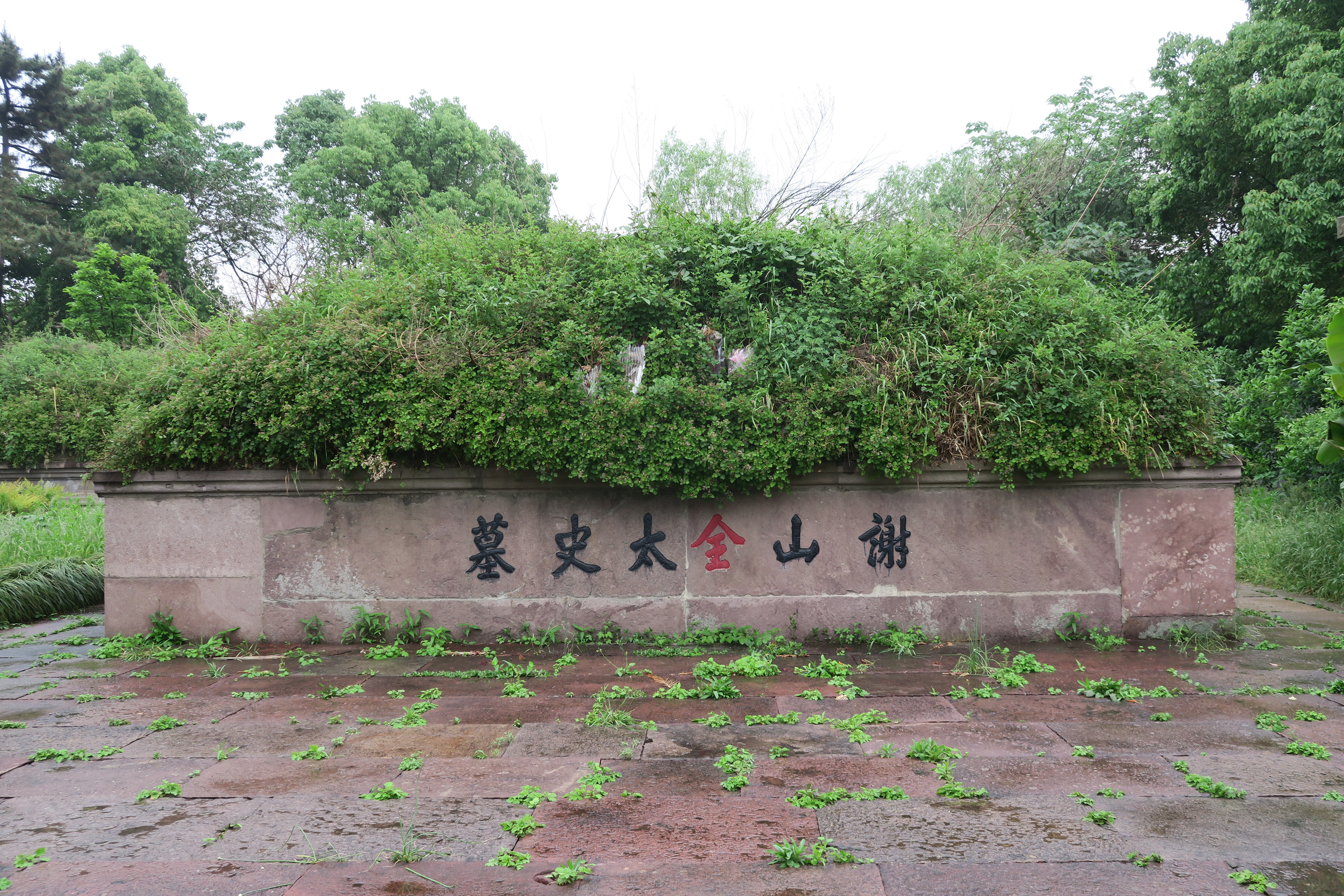
全祖望墓冢
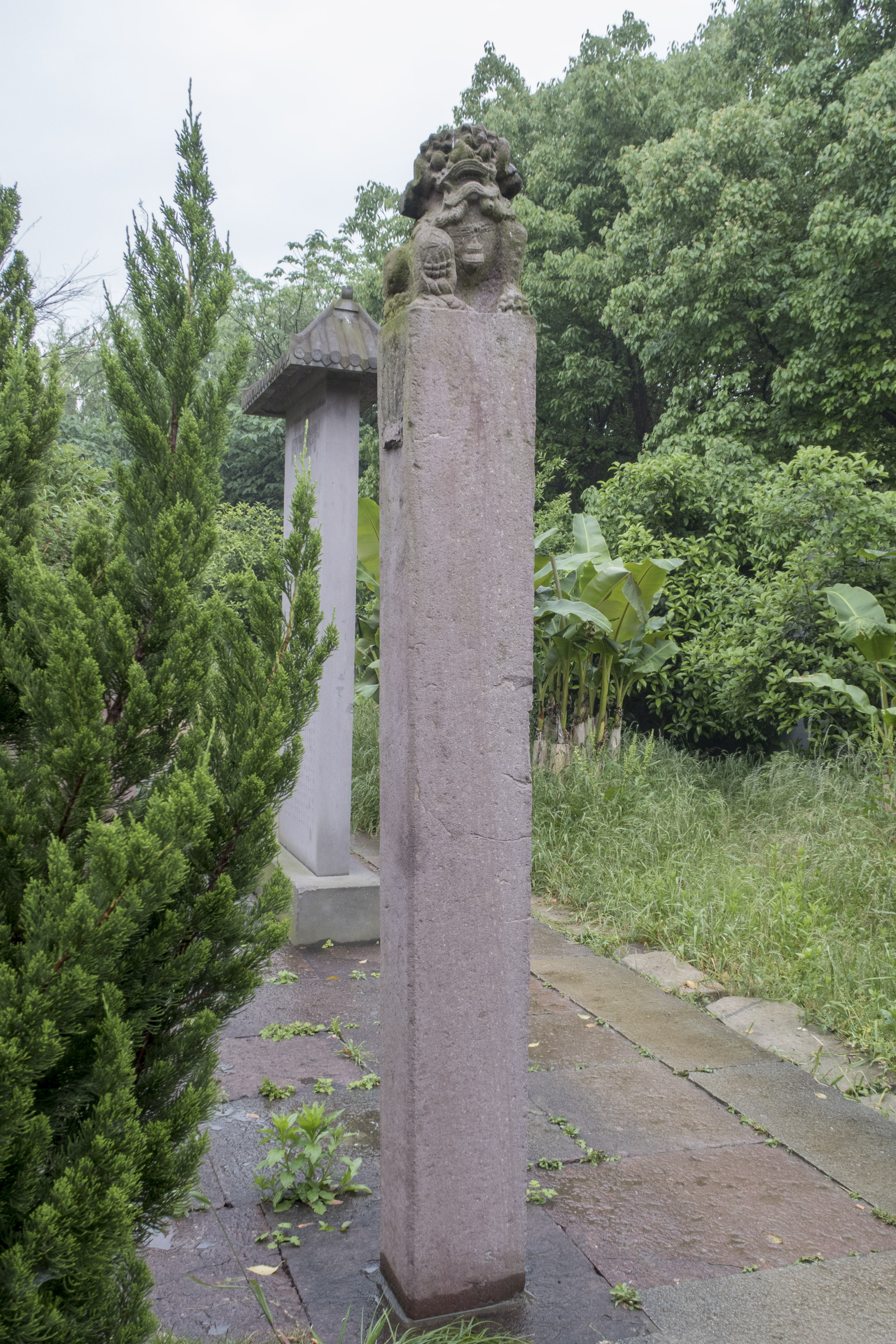
望柱及镇墓兽
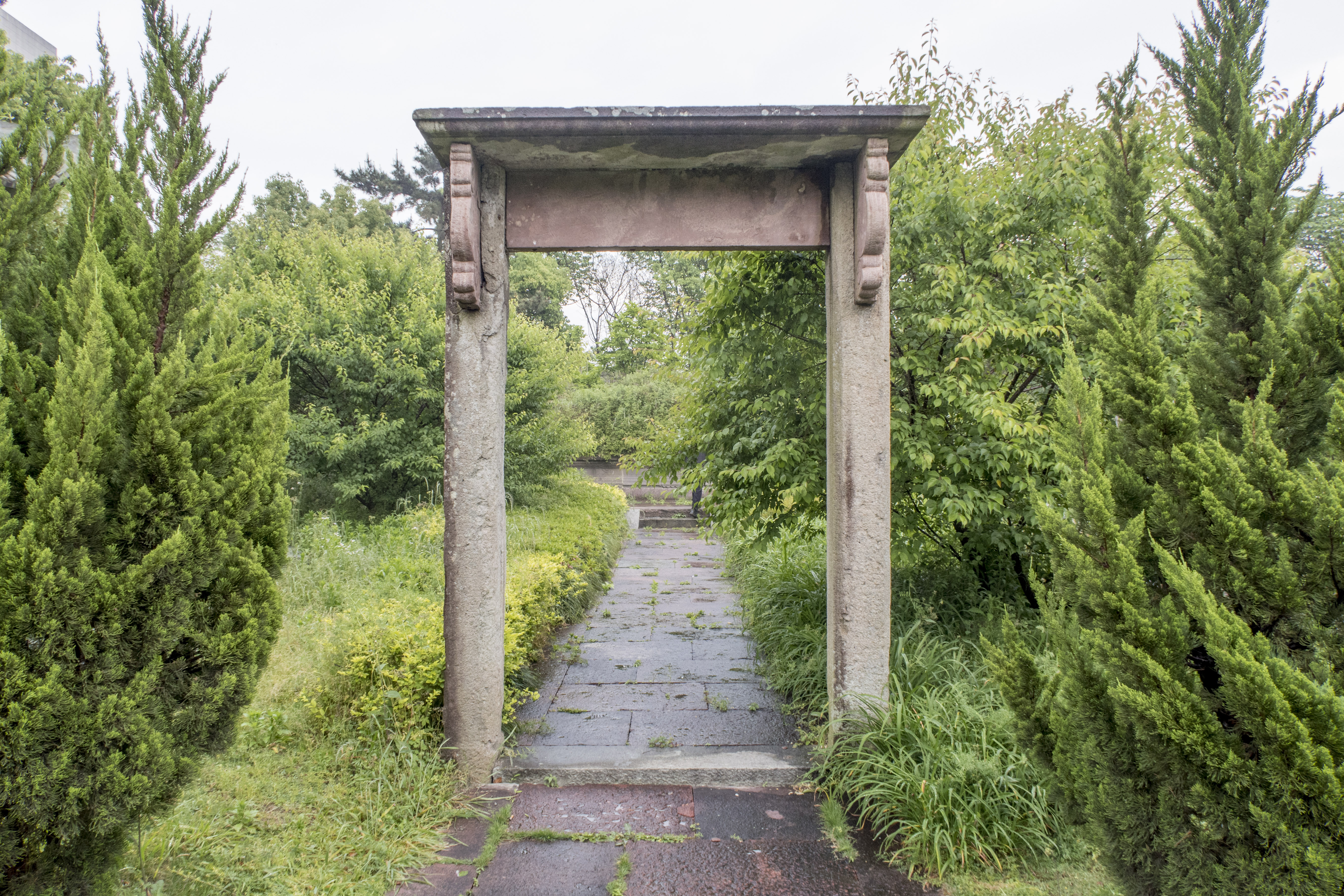
全氏明代墓道坊
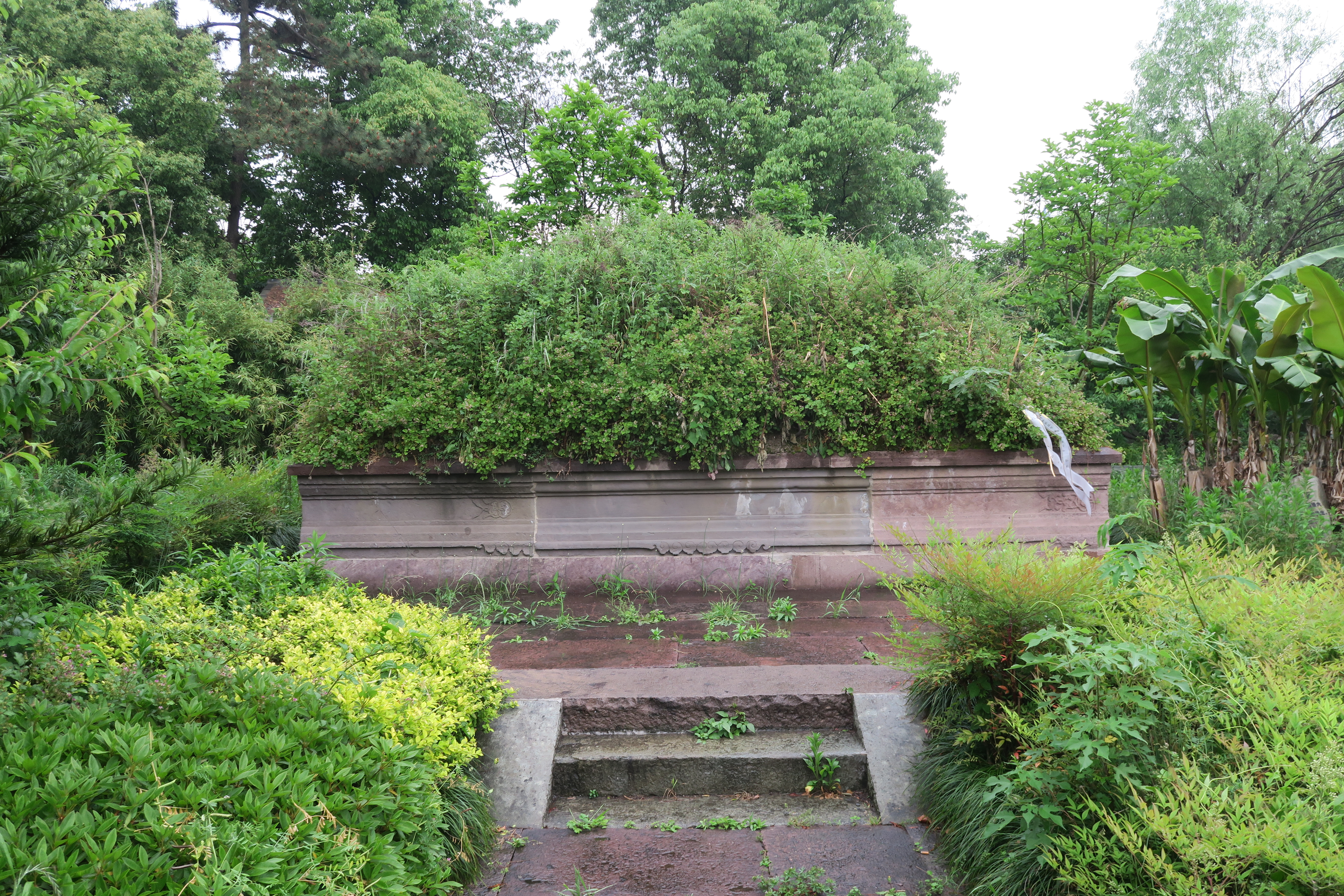
全少微墓